# Menceyato de Adeje
El menceyato de Adeje era una de las nueve demarcaciones territoriales en que los guanches tenían dividida la isla de Tenerife, Canarias, en la época de la conquista por parte de la Corona de Castilla, en el siglo xv.

## Toponimia
El término Adeje, de procedencia guanche, es traducido como 'macizo montañoso' por algunos investigadores.
En los documentos de la época de la colonización aparece también escrito como Adexe, Adex, Dexe y Edexe.

## Características
Se encontraba situado en el sector suroeste de Tenerife, abarcando la extensión aproximada de los modernos términos municipales de Adeje, Guía de Isora y Santiago del Teide, así como posiblemente también parte de Arona, con una superficie de unos 180 km².
Adeje limitaba al norte con Daute e Icod, y al sur y oeste con Abona. En cuanto a sus límites, su frontera con Abona la sitúan los investigadores bien en el barranco de La Orchilla bien en el barranco del Rey, proponiéndose también una línea que, partiendo de Vilaflor, llegara hasta las proximidades de la punta de la Rasca. Su límite con Daute lo establecen las estribaciones mmeridionales del macizo de Teno hasta la Cumbre de Erjos. De Icod quedaba separado por una línea que, partiendo de la Cumbre de Erjos, seguía por Montañas Negras hasta la cadena montañosa que enlaza con las estribaciones occidentales del pico Viejo.
Los poblados más importantes del menceyato se ubicaban en los barrancos próximos a los modernos núcleos urbanos de Adeje y Santiago del Teide, y de menor importancia eran los correspondientes a Guía de Isora.
Su economía se basaba principalmente en la ganadería de cabras y ovejas, desarrollándose una trashumancia permanente por todo el territorio. El área pastoril de alta montaña perteneciente a Adeje comprendía las tierras altas de la dorsal de Abeque y los parajes de Las Cañadas del Teide al oeste de los Roques de García.
Investigaciones modernas han propuesto una población de 1700 habitantes para el menceyato en tiempos de la conquista, con una esperanza de vida al nacimiento de unos 30 años.
Para el historiador Juan Bethencourt Alfonso la capital del menceyato se ubicaba en las cercanías del moderno casco urbano de Adeje, en la zona donde se edificó la conocida como Casa Fuerte en el siglo xvi.

## Menceyes
Los reyes o menceyes de Adeje conocidos fueron Atbitocazpe, primer soberano, y Pelinor, quien gobernaba durante la conquista.

## Historia
En Adeje se encontraba la residencia de los menceyes cuando la isla se mantenía bajo el control de un único jefe, antes de su división en nueve bandos a finales del siglo xiv.
Juan Bethencourt Alfonso recoge una tradición oral sobre la llegada a la playa de Los Cristianos de unos doscientos hombres, que fueron dejados en tierra por varias naves. A muchos de estos individuos se les había cortado la lengua, y entre ellos había sacerdotes del culto cristiano denominados por los guanches «babilones».
El menceyato de Adeje mantenía relaciones con los europeos antes del inicio de la conquista. En 1464, el mencey se encuentra presente en el acto simbólico de toma de posesión de la isla por Diego García de Herrera. Hacia 1490 son reasentadas las paces con el gobernador de Gran Canaria Pedro de Vera, lo que convierte a Adeje en un bando de paz ante los europeos, librándolo supuestamente de las constantes razias de la época.

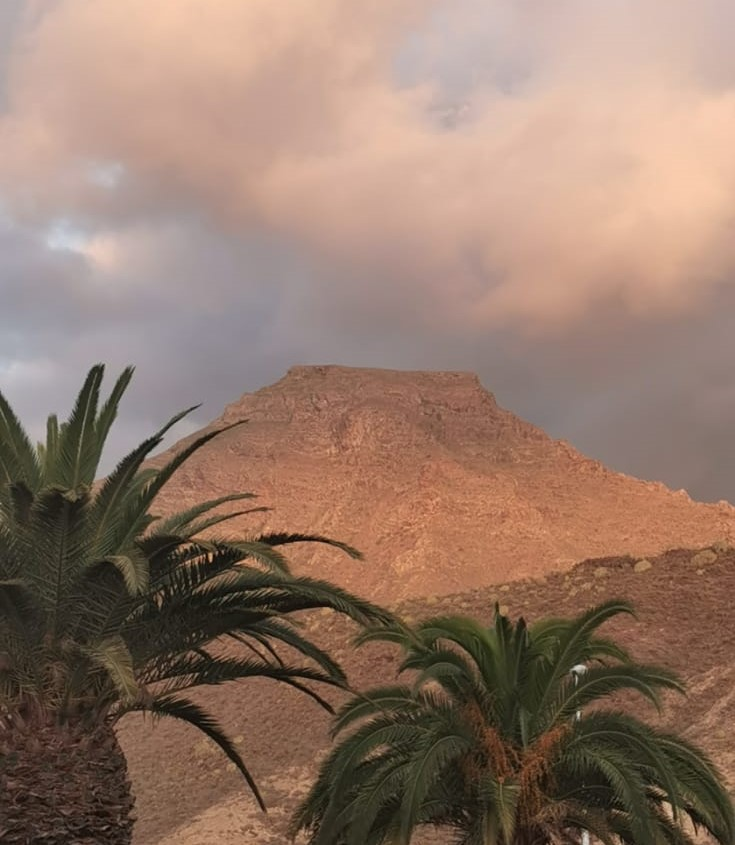
Vista del Roque del Conde desde Adeje, donde tuvo lugar la última resistencia aborigen bajo el mandato del Mencey Ichasagua, nieto del Mencey Pelinor.

En mayo de 1494, en el momento del desembarco de Alonso Fernández de Lugo y las tropas conquistadoras, el mencey reafirma la sumisión de su territorio. No obstante, incorporada la isla definitivamente a la Corona de Castilla en 1496, Adeje se convirtió en refugio de guanches rebeldes o alzados huidos de los bandos de guerra sometidos, dada la protección que los guanches de paces les proporcionaban.
Como bando de paz, los guanches de Adeje quedaban libres de esclavitud. Sin embargo, en verano de 1497 Lugo cautivó y esclavizó a unos doscientos guanches de este bando haciéndoles creer que el obispo de Canarias Diego de Muros, de visita pastoral en la isla, iba a bautizarlos en persona. Así, los atrajo a un cercado de piedra en las proximidades de la playa de Los Cristianos, donde un soldado aguardaba disfrazado del obispo. Los adejeros fueron rápidamente embarcados para ser vendidos como esclavos.
Ante las quejas en la corte por estos y otros atentados contra los bandos de paces, los Reyes Católicos ordenaron la liberación de los guanches indebidamente capturados, encomendando el cumplimiento de esta orden al gobernador de Gran Canaria Lope Sánchez de Valenzuela, quien la llevaría a cabo en julio de 1498.
En 1502 seguía Adeje siendo refugio de numerosos alzados. En el mes de noviembre, los regidores de la isla ordenan a cuatro guanches de Tacoronte someter a los alzados. Estos cuatro guanches piden entonces que se libere de la cárcel a don Pedro de Adeje, pariente próximo del mencey de este bando, para que los guíe en sus antiguos dominios, a lo que accede el cabildo.